# Heliconius cajetani
Heliconius cajetani är en fjärilsart som beskrevs av Heinrich Neustetter 1908. Heliconius cajetani ingår i släktet Heliconius och familjen praktfjärilar. Inga underarter finns listade i Catalogue of Life.